# Claude de Rouvroy de Saint-Simon
Pour les autres membres de la famille, voir Maison de Rouvroy de Saint Simon.
Pour les articles homonymes, voir Claude de Saint-Simon.
Claude de Rouvroy, comte de Rasse puis duc de Saint-Simon (16 août 1607 - 3 mai 1693) fut un favori du roi Louis XIII. Il est un frère cadet de Charles de Rouvroy, marquis de Saint-Simon (1601-1690).
Il est le père du célèbre Saint-Simon, dont les Mémoires constituent l'un des témoignages les plus complets du règne de Louis XIV et un monument de la littérature française.

## Biographie
Il est fils de Louis II de Rouvroy dit "de  Saint-Simon" et de Denise de la Fontaine de Lesches épousée en 1594. Son père, dont la famille est d'origine picarde, sort ruiné par les guerres de religion, Claude de Saint-Simon est placé comme page de la petite écurie au service de Louis XIII avec qui il se lie d'amitié.
Selon Tallemant des Réaux, la qualité essentielle du jeune Claude est de « ne point baver dans le cor du roi », mais surtout de suivre fidèlement le roi dans toutes ses campagnes. Le mémorialiste Saint-Simon, son fils, rapporte quant à lui que son père avait eu l'idée de présenter un cheval de relais au roi non pas côte à côte, mais tête-bêche, pour qu'il put l'enfourcher sans mettre pied à terre ; de là le roi le remarqua puis le prit en affection.
Claude apporte au monarque quelques bons conseils comme celui de soutenir Richelieu lors de la Journée des Dupes.
En 1627 il devient premier écuyer de France, puis Grand louvetier de France en 1628 et premier gentilhomme de la Chambre du roi. Il se distingue au Siège de La Rochelle et reçoit la seigneurie d'une partie de la ville.
En 1630 il est fait gouverneur de Blaye et des châteaux de Saint-Germain et de Versailles.
En janvier 1635 il est porté au rang de duc et pair sous le titre de duc de Saint-Simon et reçoit l’ordre du Saint-Esprit. Mais il est disgracié en 1636, pour avoir défendu le baron de Saint-Léger, son oncle, qui avait trop vite rendu une place forte.
Juste avant sa disgrâce, Claude était visible dans les divertissements de la cour. Il intervint trois fois dans le Ballet du Roy ou la Vieille cour (dit aussi Ballet des Triomphes) joué à Paris en février 1635 ; il prit un autre rôle dans le Ballet de la Merlaison donné à Chantilly puis à Royaumont en mars 1635. Il serait enfin à l’origine du Ballet des Sottises (Saint-Germain-en-Laye, janvier 1636). C’est aussi à Claude de Rouvroy qu’on doit d’avoir présenté le chanteur Pierre de Nyert à Louis XIII, en 1635.
De 1636 à 1643 il est exilé à Blaye, territoire qu'il gouverne et dont il tire de substantiels revenus (60 000 livres annuelles) en mettant en culture les 8 000 ha de son marais. Lorsqu'il peut revenir à la Cour, il assiste à la mort de Louis XIII. Il se tient dès lors à l'écart des affaires politiques, bien qu'il prenne le parti d'Anne d'Autriche et de Mazarin lors de la Fronde. Il réside alors dans son château de La Ferté-Vidame (acquis en 1635), village dont il fait reconstruire l'église.
Il épouse Diane Henriette de Budos le 26 septembre 1644 à Saint-Maximin près de Senlis. Celle-ci décède en 1670 à Paris et est inhumée dans la cathédrale de Senlis.
En 1672, inquiet de ne pas avoir d'héritier mâle, son premier mariage n'ayant donné qu'une fille, il se remarie à soixante-sept ans avec Charlotte de L'Aubespine de Châteauneuf. Son fils Louis, mémorialiste, naît le 16 janvier 1675 ; le duc Claude le titre vidame de Chartres. Dès lors Claude consacre tous ses efforts à bien éduquer et placer son fils, et meurt en 1693, juste après la nomination au grade de capitaine du vidame de Chartres, dès l’abord bien accueilli par Louis XIV, eu égard à la considération qu’il réservait au père.
Le baptême de son fils Louis de Saint-Simon, né le 16 janvier 1675, paroisse Saint-Sulpice à Paris, a lieu dans la chapelle du Château de Versailles le 29 juin 1677 par le cardinal de Bouillon; sa mère est Charlotte de Laubespine ; les parrains et marraines sont Louis XIV et Marie-Thérèse d'Autriche.

## Armoiries
Écartelé, aux 1 et 4, parti, a, échiqueté d'or et d'azur, au chef d'azur, chargé de trois fleurs-de-lis d'or (de Vermandois), b, de sable, à la croix d'argent chargé de cinq coquilles de gueules (de Rouvroy) ; aux 2 et 3 d'or à la fasce de gueules (de Havesquerke-Rasse) ; sur le tout losangé d'argent et de gueules, à un chef d'argent (La Vacquerie). Attention toutefois, il s'agit certainement d'une mauvaise lecture (voir son frère Charles) au lieu de : sur le tout, losangé d'argent et de gueules au chef d'or, qui sont les armes de la seigneurie de Précy, tenue depuis leur ancêtre Gilles de Saint-Simon, et qui figurent sur toutes les armoiries familiales par ailleurs, Gilles ayant reçu l'obligation de les inclure dans ses propres armes lorsque Louis de Précy, son cousin, lui fit don de la seigneurie le  7 juillet 1451.

### Édition de textes
- Saint-Simon (Duc de). Les Siècles et les jours : lettres (1693-1754) et Note "Saint-Simon" des Duchés-pairies, etc. Textes établis, réunis et commentés par Yves Coirault. Préface d’Emmanuel Le Roy Ladurie. Paris : Éditions Honoré Champion, 2000. 1064 p.,  (ISBN 978-2-7453-0251-9).
- Saint-Simon (Duc de). Hiérarchie et mutations : écrits sur le kaléidoscope social. Textes établis, réunis et commentés par Yves Coirault. Paris : Éditions Honoré Champion, 2002. 424 p.,  (ISBN 978-2-7453-0545-9).